# Буровий дріб
Буровий дріб (рос. буровая дробь, англ. drill shot, нім. Bohrschrot n, m) – тверді литі сталеві або чавунні кульки, а також сталеві кубики, або циліндрики, що застосовуються для руйнування гірських порід під час буріння. Діаметр дробу, як правило, 1,5-5,5 мм.